# R&M SR01
Der R&M SR01 war ein Prototyp, der 2002 bei Sportwagenrennen zum Einsatz kam.

## Entwicklungsgeschichte und Technik
Der R&M SR01war wie der Rafanelli Mk III ein Ableger des Riley & Scott Mk III. Die beiden Italiener Paolo Radici und Fabio Montani gründeten 1996 das Rennteam Target 24 und setzten im selben Jahr eines der ursprünglichen  Mk III-Chassis ein. Ein Chassis der Mk III der Serie 2 kaufte Montani 1999, bevor das Team im Jahr 2000 neu organisiert und in R&M umbenannt wurde.  Das Team setzte den Mk III mit einem Judd GV4 V10 in der FIA-Sportwagen-Meisterschaft ein und gewann sogar ein Rennen. Die zunehmende Konkurrenz durch andere Teams sowie der Mangel an Neuerungen für den Mk III von Riley & Scott in den Saisons 2000 und 2001 veranlassten die Teamorganisatoren dazu, ein Projekt zu starten, um ein eigenes verbessertes Auto auf Basis des Mk III zu bauen.
Das Mitte der Saison 2001 gestartete SR01-Projekt umfasste die Entwicklung eines völlig neuen Karbonfaser-Monocoques als Ersatz für den gemischten Stahl-Rohrrahmen und das Karbon-Chassis des Mk III. Elemente der Konstruktion des Mk III wurden jedoch beibehalten, sodass Teile problemlos vom Mk III auf den SR01 übertragen werden konnten. Auch die Heckstruktur des SR01 wurde rund um den Judd GV4 neu gestaltet, während ein von R&M entworfenes Differentialgetriebe die Standardeinheit ersetzte. Auch an der Frontkarosserie wurden einige aerodynamische Verbesserungen vorgenommen.

## Renngeschichte
Der SR01 von R&M nahm während der gesamten FIA-Sportwagen-Meisterschaft 2002 teil und belegte mit den Fahrerduo Vincenzo Sospiri/Mauro Baldi die dritten Gesamtränge beim 2:30-Stunden-Rennen von Brünn, dem 2:30-Stunden-Rennen von Magny-Cours und dem 2:30-Stunden-Rennen von Spa-Francorchamps. Der SR01 trat nach der Saison 2002 nicht mehr an.